# Enrique Velasco Ibarra
Enrique Velasco Ibarra (Acámbaro, Guanajuato, 28 de junio de 1927 - León, Guanajuato, 17 de enero de 2010) fue un político mexicano, miembro del Partido Revolucionario Institucional. Fue Gobernador de Guanajuato de 1979 a 1984.
Enrique Velasco fue secretario particular de José López Portillo, cuando en 1979 fue postulado candidato del PRI a Gobernador de Guanajuato y electo, tomando posesión el 26 de septiembre de 1979. Su gobierno fue muy criticado por la oposición y tuvo frencuentes enfrentamientos particularmente con la prensa; el más sonado con el Diario de Irapuato que presidía el exgobernador yucateco Carlos Loret de Mola Mediz y dirigía Rafael Loret de Mola, el crítico por antonomasia del sistema político mexicano. Al cambiar el gobierno de José López Portillo a Miguel de la Madrid y en el ambiente de "antilopezportillismo" imperante, Velasco Ibarra era sacrificable, ante estos y otros escándalos, como los malos manejos financieros de su Secretario de Finanzas, fue conminado a renunciar a la gubernatura el 26 de junio de 1984, más de un año antes de culminar su periodo constitucional.
Falleció en León, Guanajuato, el día 17 de enero de 2010.